# Maurice Magendie
Maurice Magendie (* 1884; † 1944) war ein französischer Romanist  und Literaturwissenschaftler.

## Leben und Werk
Magendie habilitierte sich mit den Thèses La politesse mondaine et les théories de l'honnêteté, en France au XVIIe siècle, de 1600 à 1660 (Paris 1925, Genf 1970, 1979, 1993) und (Hrsg.) Nicolas Faret,  L'Honneste Homme ou l'Art de plaire à la Court (Paris 1925, 1932, Genf 1970, 2011).
Magendie lehrte an der Universität Straßburg. Er wurde von den Nationalsozialisten ermordet und gehört zu den Autoren, die im Pariser Pantheon als « Ecrivains morts pour la France » verewigt sind.

## Weitere Werke
- Du nouveau sur l'Astrée, Paris 1927
- Le Premier des grands romans français : L'Astrée. Analyse et extraits, Paris 1928
- L'Astrée d'Honoré d'Urfé, Paris 1929
- Le Roman français au XVIIe siècle. De l'Astrée au Grand Cyrus, Paris 1932, Genf 1970, 1978
- (Hrsg.) Honoré d'Urfé. L'Astrée. Extraits, Paris 1935 (Classiques Larousse)